# Arnold Kramer
Arnold Kramer (* 17. Mai 1863 in Wolfenbüttel; † 9. Mai 1918 in Braunschweig) war ein deutscher Bildhauer und Medailleur.

## Leben
Der Sohn eines Wolfenbütteler Lederfabrikanten besuchte das Gymnasium seiner Heimatstadt, bevor er seit 1882 an der TH Braunschweig Zeichnen und Modellieren bei dem Maler Adolf Nickol (1824–1905) und dem Erzgießer Georg Ferdinand Howaldt studierte. Er setzte seine Ausbildung von 1883 bis 1888 an der Dresdner Kunstakademie fort. Er arbeitete anschließend unter Echtermeier am Abt-Denkmal in Braunschweig mit und kehrte 1889 nach Dresden zurück, wo er ein eigenes Atelier gründete. Im Jahre 1908 zog er nach Langebrück bei Dresden und ging 1913 nach Braunschweig zurück. Kramer erhielt 1915 den Professorentitel verliehen. Er starb 1918 in Braunschweig.

## Werke (Auswahl)

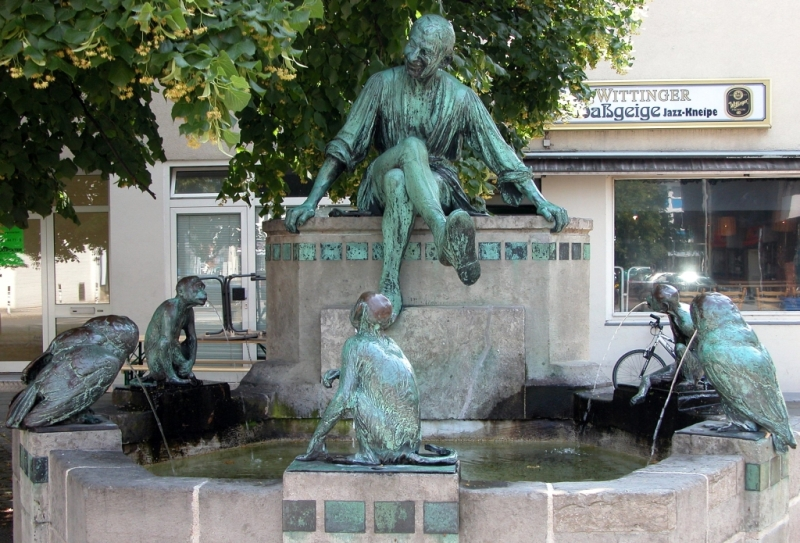
„Eulenspiegel-Brunnen“ in Braunschweig, 1905

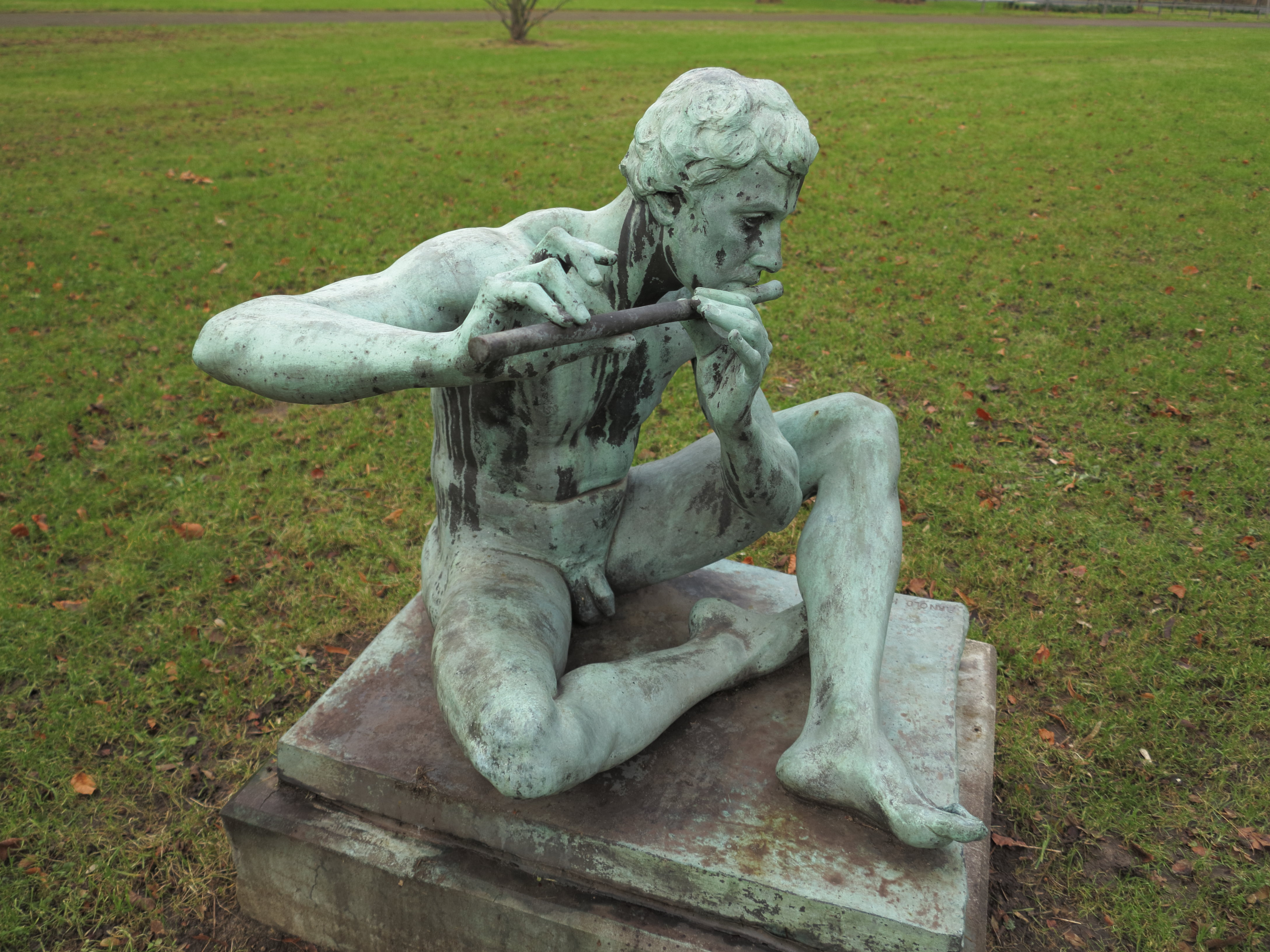
„Hockender Flötenspieler“, Braunschweig, 1910/11

Kramer schuf Porträtbüsten, Reliefbildnisse, Brunnen, Grabdenkmäler, Kleinplastiken sowie Münzen und Medaillen für private, staatliche und kirchliche Auftraggeber. Seine Werke gestaltete er überwiegend in Marmor, Stein und Bronze. Eine größere Anzahl der Arbeiten Kramers zeigt das Städtische Museum Braunschweig.
- Statuette Nietzsche im Krankenstuhl, 1898
- Marmorherme des Schriftstellers Otto Ludwig auf der Bürgerwiese in Dresden, 1911
- Eulenspiegel-Brunnen in Braunschweig, 1905
- Hockender Flötenspieler in Braunschweig, 1910/11 (seit 1983 im Skulpturenpark der Villa Gerloff, seit 2013 in der Grünanlage am Hohetorwall)
- Entwurf des Heinrich der Löwe in Eisen in Braunschweig, 1915
- Reliefmedaillon des Heimatdichters Wilhelm von Polenz für dessen Denkmal in Bautzen; eines Zweitfassung gelangte in das Städtische Museum.
- Bronzerelief einer Figurengruppe, Grabmal Friedrich Hesse, Friedhof Radebeul-Ost
- Portraitbüste des Physikers Hans Friedrich Geitel aus Wolfenbüttel[2]